# Oldenlandia linoides
Oldenlandia linoides är en måreväxtart som beskrevs av William Griffiths. Oldenlandia linoides ingår i släktet Oldenlandia och familjen måreväxter. Inga underarter finns listade i Catalogue of Life.